# محصول (زراعة)

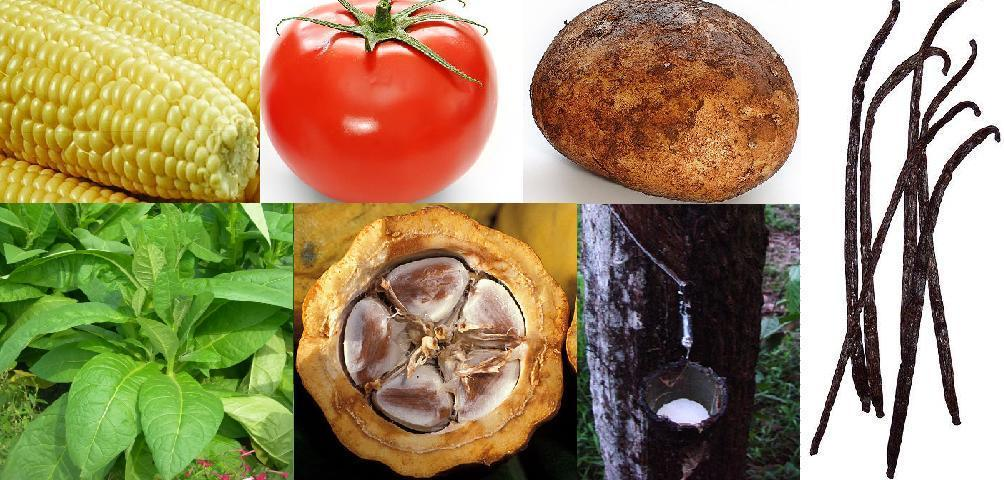

المحصول في علم الزراعة هو نبات يزرع في مساحة حقلية ليحصد بهدف استخدامه كغذاء أو علف أو لاستخراج الزيت أو الألياف أو السكر أو أية مواد أخرى طبية أو صناعية.

## أنواع المحاصيل
يمكن تقسيم المحاصيل بحسب نوعية الاستخدام أو بحسب نوعية المنتج النهائي أو بحسب الهدف المادي (استهلاك شخصي أو بيع لأجل النقد).

### أنواع المحاصيل حسب الهدف المادي
- محصول نقدي
- محصول معيشة أو محصول الكفاف، للاستخدام الخاص في البيت أو المزرعة أو تغذية الحيوانات
- محصول تغطية (بالإنجليزية: Cover crop)‏

### أنواع المحاصيل الغذائية
- محصول حقلي
- محصول بستنة

### أنواع المحاصيل حسب المنتج النهائي
- محصول أعلاف
- محصول ألياف
- محصول طاقة
- محصول صناعي

### أنواع المحاصيل الغذائية
- محصول حبوب
- محصول بقولي
- محصول سكري
- محصول زيتي
- محصول خضراوات
- محصول فاكهة